# Shaddam IV
Shaddam IV is een personage in het Duin-universum, gecreëerd door Frank Herbert.
Zijn vader Elrood IX van Huis Corrino, werd vergiftigd in een complot dat was uitgebroed door Hasimir Fenring en Shaddam zelf. Hij verzekerde zijn troonsbestijging door zijn huwelijk met Anirul, een Bene Gesserit, een relatie waaruit vijf dochters werden geboren. Tegelijkertijd smeedde hij een plan met de Bene Tleilax om een synthetische bron van kruiden te verkrijgen, genaamd "Amal".
Vanuit de hoofdstad van het rijk, de planeet Kaitain, oefende hij de absolute macht uit totdat hij werd onttroond door Paul Atreides en de Vrijmans. Na de Slag bij Arrakeen werd Shaddam door de zegevierende Paul gedwongen hem de hand van zijn oudste dochter, prinses Irulan, ten huwelijk te geven en vervolgens afstand te doen van de kroon, naast dat hij de rest van zijn leven in ballingschap moest gaan in Salusa Secundus.
Nadat ze de Harkonnens hadden gesteund in het geschil over de planeet Arrakis, hadden ze allebei gezamenlijk de vernietiging van Huis Atreides gepland, samen met de moord op hertog Leto, de vader van Paul.

## In bewerkingen
In de film Dune uit 1984 wordt het personage gespeeld door José Ferrer. In de film Dune: Part Two uit 2024, het vervolg van Dune uit 2021, portretteerde Christopher Walken Shaddam. In de miniserie Dune werd hij gespeeld door Giancarlo Giannini.